# Асен Митков
Асен Иванов Митков (роден на 17 февруари 2005 г.) е български футболист, който играе на поста офанзивен полузащитник. Състезател на „Левски“ (София).

## Кариера
Митков започва да тренира футбол на още на 6-годишна възраст в родния си клуб ОФК „Гигант“. През 2016 г. преминава в детско-юношеската школа на ПФК „Ботев“ (Пловдив), но три години по-късно преминава в гранда ПФК „Левски“ (София). Подписва първия си професионален договор с „Левски“ на 25 февруари 2021 г. На 21 май 2021 г. Митков дебютира за първия отбор при победата с 2:1 като гост на ПФК „Черно море“ (Варна). На 14 септември 2023 г. отбелязва първия си гол за отбора в Първа професионална лига при домакинската победа с 2:0 над ПФК „Пирин“ (Благоевград).

## Успехи
Левски (София)
- Купа на България (1): 2022